# Ромасанта, Мануэль
Мануэль Бланко Ромасанта (исп. Manuel Blanco Romasanta, 18 ноября 1809 года, деревня Регейро, Оренсе — 14 декабря 1863 года, Селанова) — первый серийный убийца Испании. Его убийства отличались особой кровожадностью и жестокостью. Ему приписывают 13 преступлений, совершённых в различных регионах, из которых было доказано 9. На суде Ромасанта утверждал, что страдает редкой болезнью, — клиническая ликанотропия, — и совершал свои преступления, превращаясь в дикого зверя. Он был признан виновным и приговорён к гарротированию, однако необычные показания и диагноз настолько впечатлили королеву Изабеллу II, что она решила помиловать убийцу. История Ромасанты легла в основу многих художественных произведений.

## Биография

### Ранние годы
Мануэль Бланко Ромасанта родился 18 ноября 1809 года в деревне Рэгуэйро, провинции Оренсе, Королевство Испания. Роды проходили сложно: он родился с дефектами, которые не позволяли точно определить его пол. Матери сказали, что у неё родилась дочь, которую та назвала Мануэлла. Первые шесть лет жизни его воспитывали как девочку, и только в возрасте 6 лет было установлено, что ребёнок — мальчик. Его имя сменили с женского на мужское — Мануэль.
Мануэль работал портным, а позже, овдовев в 1833 году, стал коммивояжёром и начал много путешествовать.

### Убийства, арест, суд
Своё первое преступление Ромасанта совершил в 1844 году. Его первой жертвой стал констебль провинции Леон Винсент Фернандес. Ромасанта не явился в суд, подался в бега, чем только подтвердил подозрения в своей виновности. За неявку в суд Ромасанта заочно был приговорён к 10 годам лишения свободы.
По поддельным документам Ромасанта скрывался от полиции. Он жил в небольшой деревне Ребордекао под именем Антониу Гомиш из португальского города Нагейру, близко познакомился с местными женщинами и работал у них разнорабочим, оказывая посильную помощь в домашних делах: стирал, убирал, готовил, собирал урожай, чинил одежду, прял пряжу. Местные мужчины считали его чересчур изнеженным.
Вскоре в округе начали находить растерзанные тела и пропадать люди. Все пропавшие так или иначе имели отношение к Ромасанте. Мануэль сам навлёк на себя подозрения, когда было замечено, что он продаёт вещи, принадлежавшие пропавшим людям. Его арестовали в сентябре 1852 года. В ходе расследования было установлено, что помимо констебля Фернандеса из Леона, Ромасанта убил Мануэлу Гарсию и её 15-летнюю дочь Петру в провинции Сантандер, Бениту Гарсию Бланко и её сына Франсиско в Корго-де-Бои, Антонию Ианд и её дочь Перегрину в родной провинции Оренсе, Хосефу Гарсию, её сына Хосе Пазоса и 12-летнюю девочку по имени Мария Долорес. Ходили даже слухи, что Ромасанта варил мыло из человеческого жира. На суде Ромасанта утверждал, что страдает редкой болезнью, клинической ликанотропией, и совершал свои преступления, «превращаясь» в дикого зверя. Суд счёл доказанным, что из 13 жертв 4 стали жертвами волка, в остальных 9 случаях Мануэль признал себя виновным. Его приговорили к смертной казни через гарроту. Тем не менее, королева Изабелла II, узнав невероятную историю Ромасанты, поверила ему и помиловала, заменив казнь пожизненным заключением и велев своим докторам тщательно изучить данный феномен. Ромасанта провёл в заключении более 10 лет. Он скончался на 55-м году жизни 14 декабря 1863 года от рака желудка.

## Образ Ромасанты в культуре
История Ромасанты легла в основу многих произведений.
- В 1971 году в Испании вышел фильм «Лес волка». Главную роль сыграл Хосе Луис Лопес Васкес и получил приз как лучший актёр на Чикагском кинофестивале (1971)[2];
- Ромасанта стал прототипом Жана Батиста Гренуя, протоганиста романа Патрика Зюскинда "Парфюмер. История одного убийцы";
- В 2004 году Альфредо Луис Конде написал книгу «Человек-волк. История Мануэля Бланко Ромасанты, убийцы из Альяриса, рассказанная им самим»[3], по этой книге был снят фильм «Ромасанта: охота на оборотня»[4]. Роль Ромасанты исполнил британский актёр Джулиан Сэндз;
- Некоторым образом Ромасанту можно считать прототипом главного героя фильма «Человек-волк», вышедшего в прокат в 2010 году. В главной роли — Бенисио дель Торо[5].